# Supercoppa portoghese 2014 (pallavolo maschile)
La Supercoppa portoghese 2014 si è svolta l'11 ottobre 2014: al torneo hanno partecipato due squadre di club portoghesi e la vittoria finale è andata per la quarta volta consecutiva al Benfica.

## Regolamento
Le squadre hanno disputato una gara unica.

## Squadre partecipanti
| Squadra         | Qualificazione                         | Ultima partecipazione      |
| --------------- | -------------------------------------- | -------------------------- |
| Castêlo da Maia | Vincitrice Coppa di Portogallo 2013-14 | Supercoppa portoghese 2010 |
| Benfica         | Vincitrice Primeira Divisão 2013-14    | Supercoppa portoghese 2013 |

## Torneo
| 11 ottobre 2014 Pavilhão Dr. Mário Mexia, Coimbra Durata: 1h:15 - Spettatori: ? | Benfica | 3 - 0 | Castêlo da Maia | 25-17, 25-17, 25-21 |